# PROBA-3
PROBA-3  (Project for Onboard Autonomy 3) is een ruimtemissie met twee satellieten van de Europese Ruimtevaartorganisatie (ESA) die zich toelegt op zeer nauwkeurig formatievliegen waarbij de corona van de zon wordt onderzocht. De tweejarige missie maakt deel uit van de reeks PROBA-satellieten die worden gebruikt om nieuwe ruimtevaartuigtechnologieën en -concepten te valideren en tegelijkertijd wetenschappelijke instrumenten te vervoeren.

## Consortium
PROBA-3 is gerealiseerd door een consortium van meer dan veertig bedrijven uit veertien ESA-lidstaten met als hoofdaannemer het Spaanse SENER, het Belgische Centre Spatial uit Luik als hoofdaannemer voor de coronagraaf en het Belgische Redwire Space voor assemblage en testen. Daarnaast hebben de Belgische bedrijven Antwerp Space, AMOS en SpaceBel een bijdrage geleverd. De ontwikkeling en bouw van de PROBA-3 satellieten heeft ongeveer tien jaar geduurd. 

## Missie
Tijdens de missie zullen twee satellieten in formatie vliegen en samen een 144 meter lange zonnecoronagraaf vormen om de corona van de zon bij de zonnerand te bestuderen. Ze werden samen gelanceerd in een langgerekte ellipsvormige baan met een perigeum van 600 km en apogeum van 60.000 km. Eén ruimtevaartuig draagt de optische telescoop en het tweede ruimtevaartuig draagt een deel van de coronagraaf. Tevens worden tijdens deze missie metingen uitgevoerd voor de positionering van twee ruimtevaartuigen. Dit alles vergt nieuwe technologieën op het vlak van software voor formatievliegen, radioverbindingen tussen satellieten, astronavigatie en optische sensoren.
De missie zal naar verwachting twee jaar duren waarbij de satellieten na vijf jaar weer in de atmosfeer van de Aarde terechtkomen. De eerste beelden worden in maart 2025 verwacht.

## Voorbereidingen
Het testen van het sensorsysteem voor de positionering van de satellieten vond in maart 2021 plaats in het technische centrum ESTEC van ESA in Noordwijk waarbij gebruik werd gemaakt van de 230 meter lange hoofdgang van het gebouw. Het systeem is zo ontworpen dat de twee satellieten elkaar kunnen vinden en hun relatieve positie tot op enkele millimeters nauwkeurig kunnen schatten over afstanden van 20 tot 250 meter waardoor de ruimtevaartuigen autonoom in formatie kunnen manoeuvreren.
In juni 2023 zijn beide satellieten in hun startconfiguratie geplaatst voor een test van een gesimuleerde lancering bij IABG in Duitsland. Eind oktober 2024 werden beide satellieten vanuit Redwire Space in Kruibeke getransporteerd naar het Satish Dhawan Space Centre in India.

## Controlecentrum en grondstation
Net als de andere Proba-satellieten zal PROBA-3 worden aangestuurd vanuit het ESA-grondstation in Redu, België, waarbij gebruikt wordt gemaakt van het European Space Tracking (ESTRACK) radiostation in Santa Maria op de Azoren.

## Lancering
Door een technisch probleem werd de lancering van 4 naar 5 december 2024 verplaatst. Om 11.34 uur CET werden de satellieten gelanceerd met een Polar Satellite Launch Vehicle (PSLV) van de Indian Space Research Organisation (ISRO). Ongeveer twintig minuten later ontkoppelden de satellieten zich van de raket en kort daarna ontvouwden ze hun zonnepanelen. Het missiecontrolecentrum in het ESA-centrum in Redu ontving het eerste signaal van PROBA-3.

## Missieverloop
Vanaf de lancering op 5 december 2024 bleven de twee PROBA-3-platforms zes weken aan elkaar vastzitten. Op 14 januari 2025 scheidden de twee zich succesvol van elkaar terwijl ze 60000 km boven de aarde vlogen met een snelheid van 1 kilometer per seconde. In maart 2025 werd voor de eerste keer een kunstmatige zonsverduistering gecreëerd om de corona te bestuderen.
PROBA 1 (2001) · 
PROBA-2 (2009) ·
PROBA-V (2013) ·
PROBA-3 (2024)